# Reptilase
Reptilase, auch als Batroxobin (BX) oder Defibrase bezeichnet, ist ein aus dem Gift der zur Familie der amerikanischen Lanzenottern gehörenden Schlangenarten Bothrops atrox und Bothrops jararaca isoliertes Enzym. Aus biochemischer Sicht handelt es sich um eine als artspezifische Variante von Venombin A klassifizierte Serinproteinase. Es beeinflusst bei Wirbeltieren die Blutgerinnung durch eine Förderung der Spaltung von Fibrinogen zu Fibrin und Fibrinopeptid A. Reptilase wirkt damit ähnlich dem körpereigenen Enzym Thrombin, allerdings über einen anderen Mechanismus. Es wurde erstmals 1957 beschrieben und zählt zu einer als Snake Venom Thrombin-like Enzymes (SVTLE; Thrombin-ähnliche Enzyme aus Schlangengift) bezeichneten Klasse von Enzymen.

## Medizinische Anwendung
Reptilase fördert in vitro (außerhalb des Körpers) durch die Umsetzung von Fibrinogen zu Fibrin die Blutgerinnung und wird im Bereich der Laboratoriumsmedizin zum Nachweis von Gerinnungsstörungen eingesetzt. Hierzu wird nach Zugabe von Reptilase zu einer Blutprobe die Dauer bis zur Gerinnung gemessen und als Reptilasezeit angegeben. Der Referenzbereich liegt zwischen 15 und 23 Sekunden. Eine Unterschreitung der unteren Grenze hat keine diagnostische Relevanz, Werte über dem Referenzbereich deuten auf eine verzögerte Gerinnung hin. Im Gegensatz zum analogen Test mit Thrombin wird die durch Reptilase ausgelöste Gerinnung nicht durch Heparin oder Hirudin gehemmt, so dass die Reptilasezeit auch in heparinisiertem Blut bestimmt werden kann. Darüber hinaus weisen Unterschiede zwischen der Reptilasezeit und der Thrombinzeit auf das Vorhandensein von therapeutisch eingesetztem Heparin sowie auf bestimmte Störungen der Fibrinogenbildung hin. 
Seit 1968 ist bekannt, dass Reptilase in vivo (im lebenden Organismus), im Gegensatz zur Wirkung in vitro, eine moderate gerinnungshemmende Wirkung besitzt. Der Grund dafür ist, dass Reptilase im Gegensatz zu Thrombin nicht den Gerinnungsfaktor XIII aktiviert, der die Quervernetzung der aus Fibrinogen gebildeten Fibrinmonomere zu Fibrinthromben bewirkt. Das durch Reptilase gebildete Fibrin ist deshalb leichter abbaubar als die durch Thrombin entstehenden Thromben. Reptilase führt damit im Körper durch die Umwandlung von Fibrinogen zu Fibrin und dessen anschließenden raschen enzymatischen Abbau zu einem als Defibrination oder Defibrinogenation bezeichneten Fibrinogenmangel im Blutkreislauf, durch den die Blutgerinnung eingeschränkt ist. Entsprechende Präparate sind deshalb beispielsweise zur ergänzenden Behandlung bei der Auflösung von Blutgerinnseln sowie zur Verhinderung von Thrombosen und Embolien therapeutisch nutzbar und als Medikamente kommerziell verfügbar. Der Einsatz ist jedoch aus Kostengründen sowie aufgrund der stärkeren Wirkung anderer Substanzen beschränkt.